# Paramelanauster sciamai
Paramelanauster sciamai là một loài bọ cánh cứng trong họ Cerambycidae.